# Lăng Đồng Khánh
Lăng Đồng Khánh hay Tư Lăng (思陵) là một di tích trong quần thể di tích cố đô Huế đây là nơi an táng hoàng đế Đồng Khánh, lăng tọa lạc giữa một vùng quê thuộc làng Cư Sĩ, xã Dương Xuân trước đây, nay là thôn Thượng Hai, phường Thủy Xuân, thành phố Huế.

## Lịch sử

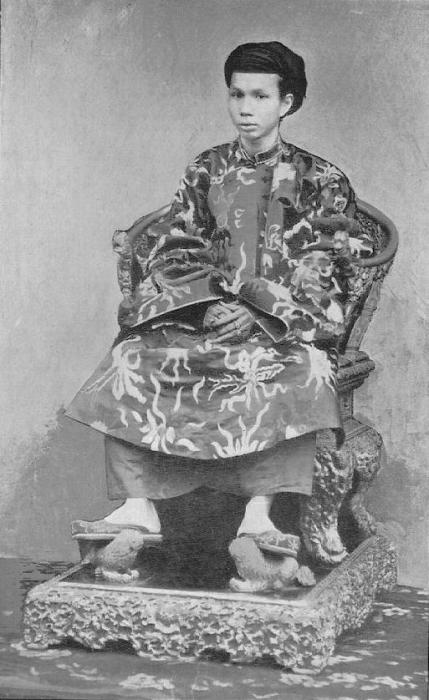
Chân dung vua Đồng Khánh

Đồng Khánh tên húy là Nguyễn Phúc Ưng Đường, con trai cả của Kiên Thái Vương Nguyễn Phúc Hồng Cai (1845-1876), người sinh thành 3 vị vua: Kiến Phúc (1883-1884), Hàm Nghi (1884-1885) và Đồng Khánh (1886-1889). Ca dao Huế từng nói về vương nghiệp của ba ông vua này: 
Một nhà sinh đặng ba vua
Vua còn, vua mất, vua thua chạy dài.
Đồng Khánh tuy là anh cả nhưng lại được đưa lên ngôi vua sau cùng. Sau khi vua Hiệp Hòa bị giết (1883), Tôn Thất Thuyết và Nguyễn Văn Tường lập Hoàng tử Ưng Đăng (con nuôi vua Tự Đức, em thứ hai của Ưng Đường) lên làm vua, lấy niên hiệu là Kiến Phúc. Ở ngôi được 8 tháng thì Kiến Phúc qua đời, em trai là Ưng Lịch được kế vị, đặt niên hiệu Hàm Nghi. Một năm thì kinh đô thất thủ (5-7-1885), Hàm Nghi phải rời ngai vàng theo Tôn Thất Thuyết ra Tân Sở, phát chiếu Cần Vương kháng Pháp. Năm 1886, triều thần và chính phủ bảo hộ đưa Ưng Lịch vào ngai vàng đang để trống, lấy niên hiệu là Đồng Khánh. Đồng Khánh làm vua được 3 năm (1889) thì qua đời lúc mới tuổi 25.

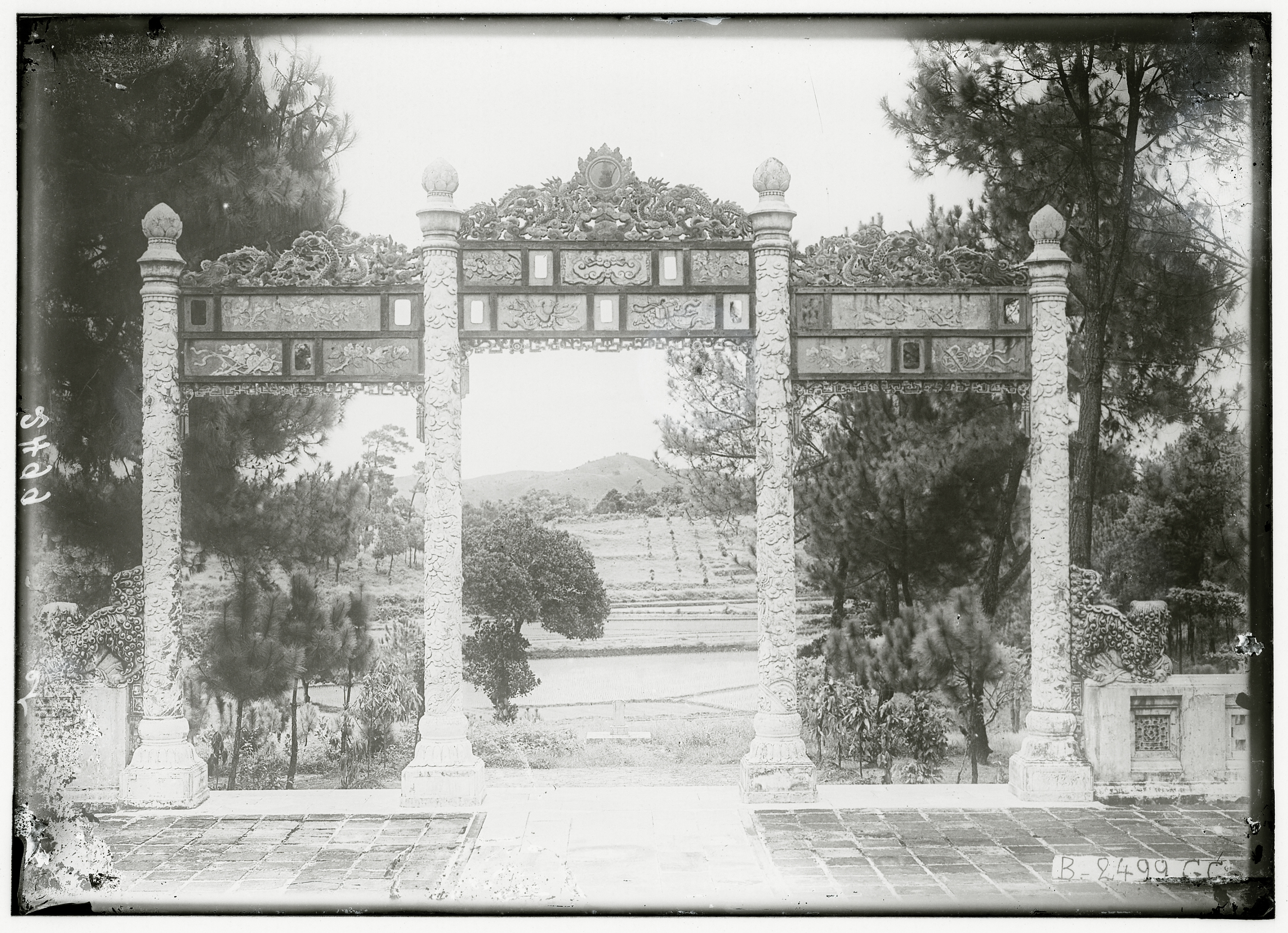
Nghi môn ở lăng mộ Đồng Khánh, chụp vào thập niên 1920.

Nhà vua không ngờ mình chết sớm như vậy nên chưa hề lo nghĩ đến sinh phần mai sau của mình. Lăng Đồng Khánh hiện hữu, thực chất là nơi vua Đồng Khánh tá túc vĩnh viễn trong điện thờ cha của ông. Sự ra đời của khu lăng tẩm này khá nhiều trắc trở. Sau khi lên ngôi, Đồng Khánh thấy lăng mộ của cha mình ở Cư Sĩ chưa có điện thờ nên sai Bộ Công dựng điện Truy Tư cạnh đó để thờ cha. Điện Truy Tư khởi công vào tháng 2 năm 1888, đến tháng 10 năm đó hoàn tất về căn bản. Đồng Khánh rước bài vị của Kiên Thái Vương về thờ trong điện, đồng thời tiếp tục hoàn chỉnh công trình. Thế nhưng, trong khi công việc kiến trúc đang tiếp tục thì Đồng Khánh mắc bệnh và đột ngột qua đời. Vua Thành Thái (1889-1907) kế vị trong bối cảnh đất nước gặp nhiều khó khăn, kinh tế suy kiệt nên không thể xây cất lăng tẩm quy củ cho vua tiền nhiệm, đành lấy điện Truy Tư đổi làm Ngưng Hy để thờ vua Đồng Khánh. Thi hài nhà vua cũng được an táng đơn giản trên quả đồi có tên là Hộ Thuận Sơn, cách điện Ngưng Hy 30m về phía Tây. Toàn bộ khu lăng tẩm được gọi tên là Tư Lăng.
Tháng 8 năm 1916, sau khi lên ngôi được 3 tháng, vua Khải Định (1916-1925), con trai vua Đồng Khánh đã tu sửa điện thờ và xây cất lăng mộ cho cha mình. Toàn bộ khu lăng mộ từ Bái Đình, Bi Đình đến Bửu Thành và Huyền Cung đều được kiến thiết dưới thời Khải Định, đến tháng 7-1917 mới hoàn thành. Riêng điện Ngưng Hy cùng Tả Hữu Tùng Viện; Tả Hữu Tùng Tự tiếp tục được tu sửa cho đến năm 1923.
Ra đời trong quá trình dài như thế, lăng Đồng Khánh mang dấu ấn hai trường phái kiến trúc của hai thời điểm lịch sử khác nhau. Nếu phong cách cổ truyền thực sự dừng chân trong kiến trúc lăng Tự Đức và phong cách hiện đại được thể hiện rõ nét trong kiến trúc lăng Khải Định sau này thì lăng Đồng Khánh là một bước trung chuyển. Sự tồn tại khá biệt lập của hai khu vực lăng và tẩm càng làm rõ thêm điều này. Ở khu vực tẩm điện, nhìn tổng thể, các công trình vẫn mang dáng xưa: lối kiến trúc trùng thiềm điệp ốc ở chính điện và các nhà cửa phụ thuộc, vẫn những hàng cột sơn son thếp vàng lộng lẫy với đồ án trang trí tứ linh, tứ quý... quen thuộc. Đáng chú ý là điện Ngưng Hy, một công trình vốn được coi là nơi bảo lưu bậc nhất nghệ thuật sơn son thếp vàng, nghệ thuật sơn mài nổi tiếng của Việt Nam. Trên các đố bản ở nội thất là hàng loạt các ô hộc trang trí các đề tài mai điểu, tùng lộc, liên áp, trúc tước... bằng sơn mài, ghép khảm và chạm nổi. Đặc biệt trong chính điện còn có 24 bản vẽ các bức tranh trong điển tích Nhị thập tứ hiếu kể về những tấm gương hiếu thảo ở Trung Hoa.

## Kiến trúc

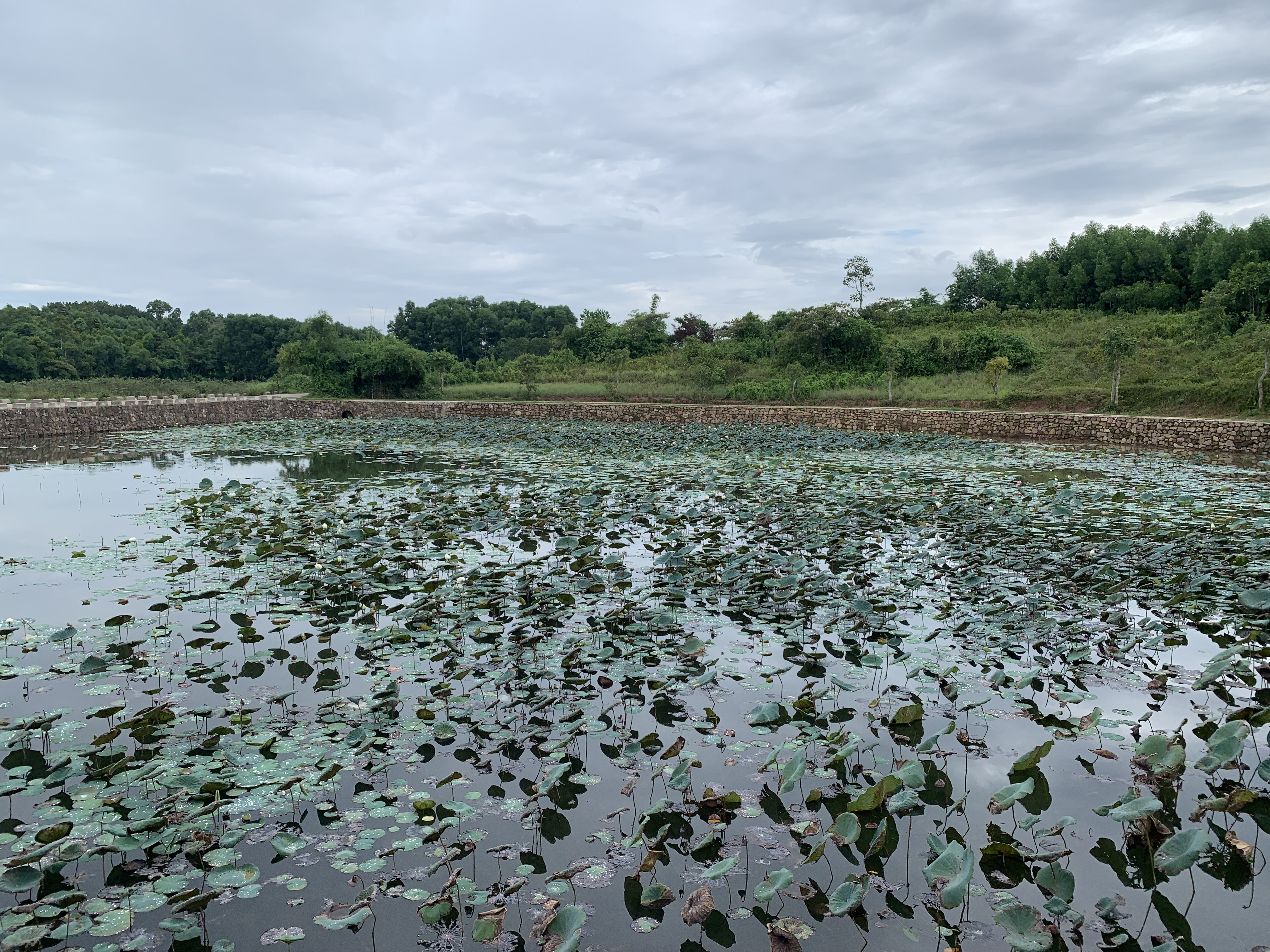
Hồ sen trước lăng Đồng Khánh

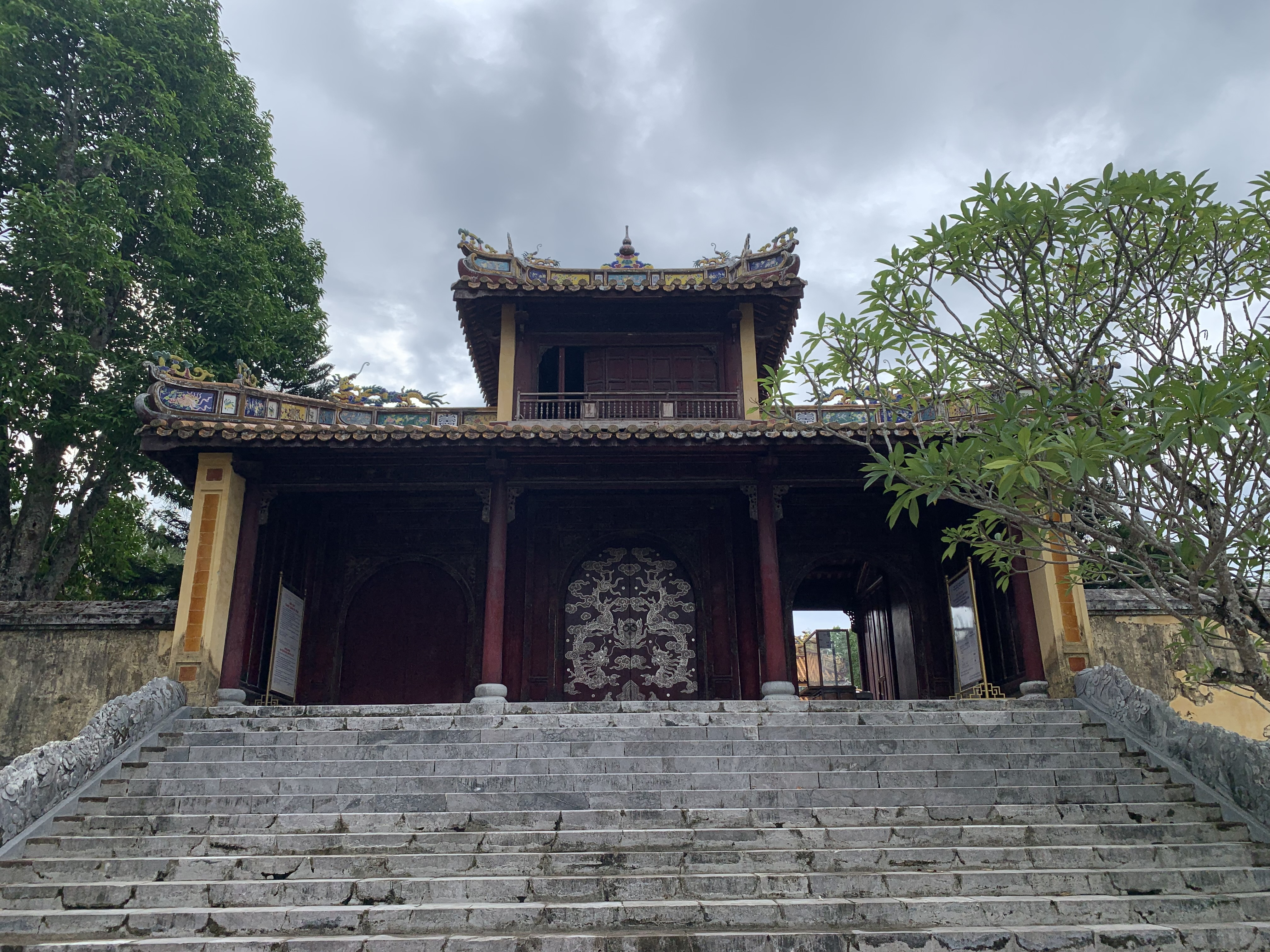
Cung môn, cổng chính vào lăng Đồng Khánh.

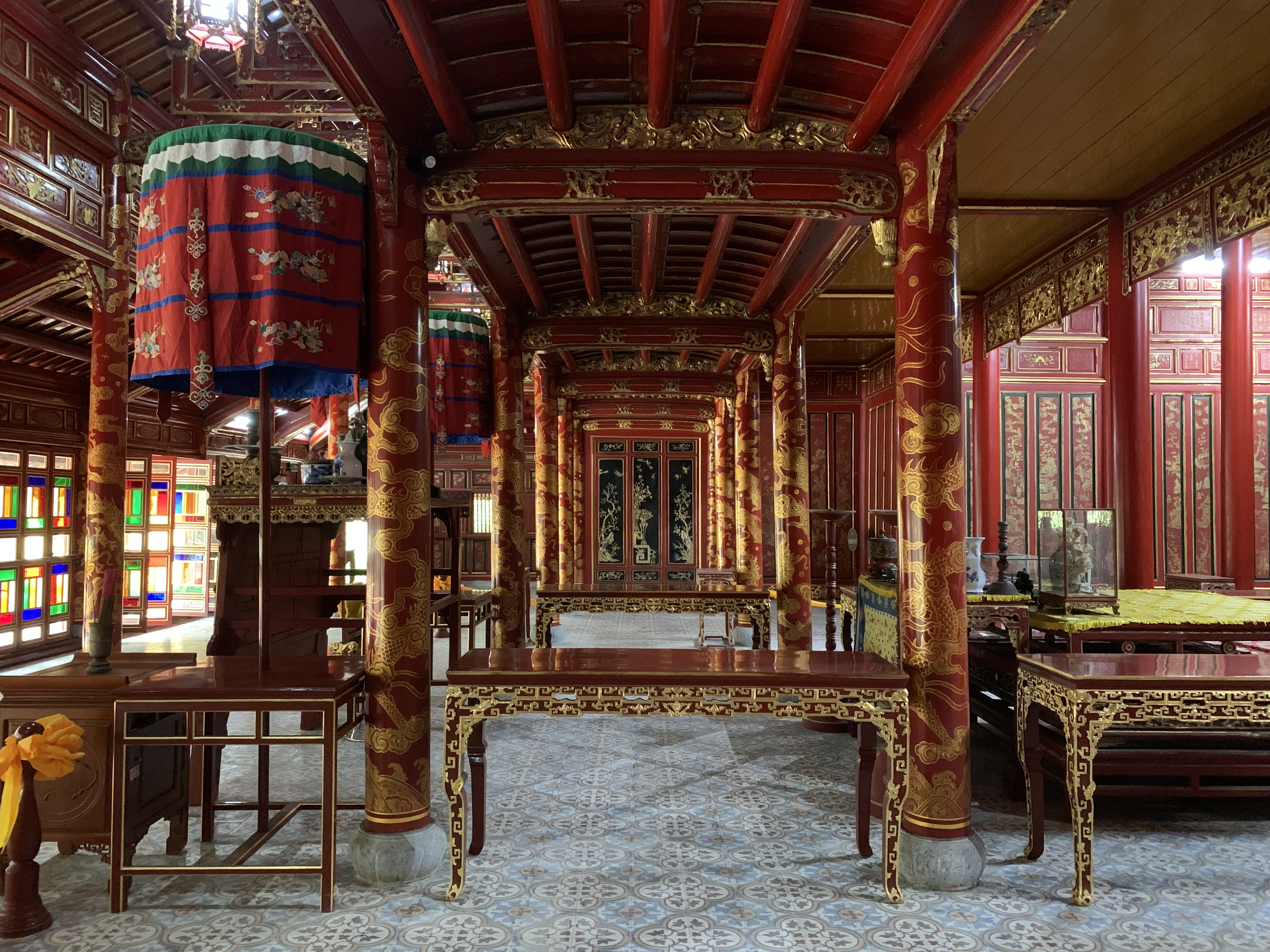
Nội thất trong điện Ngưng Hy

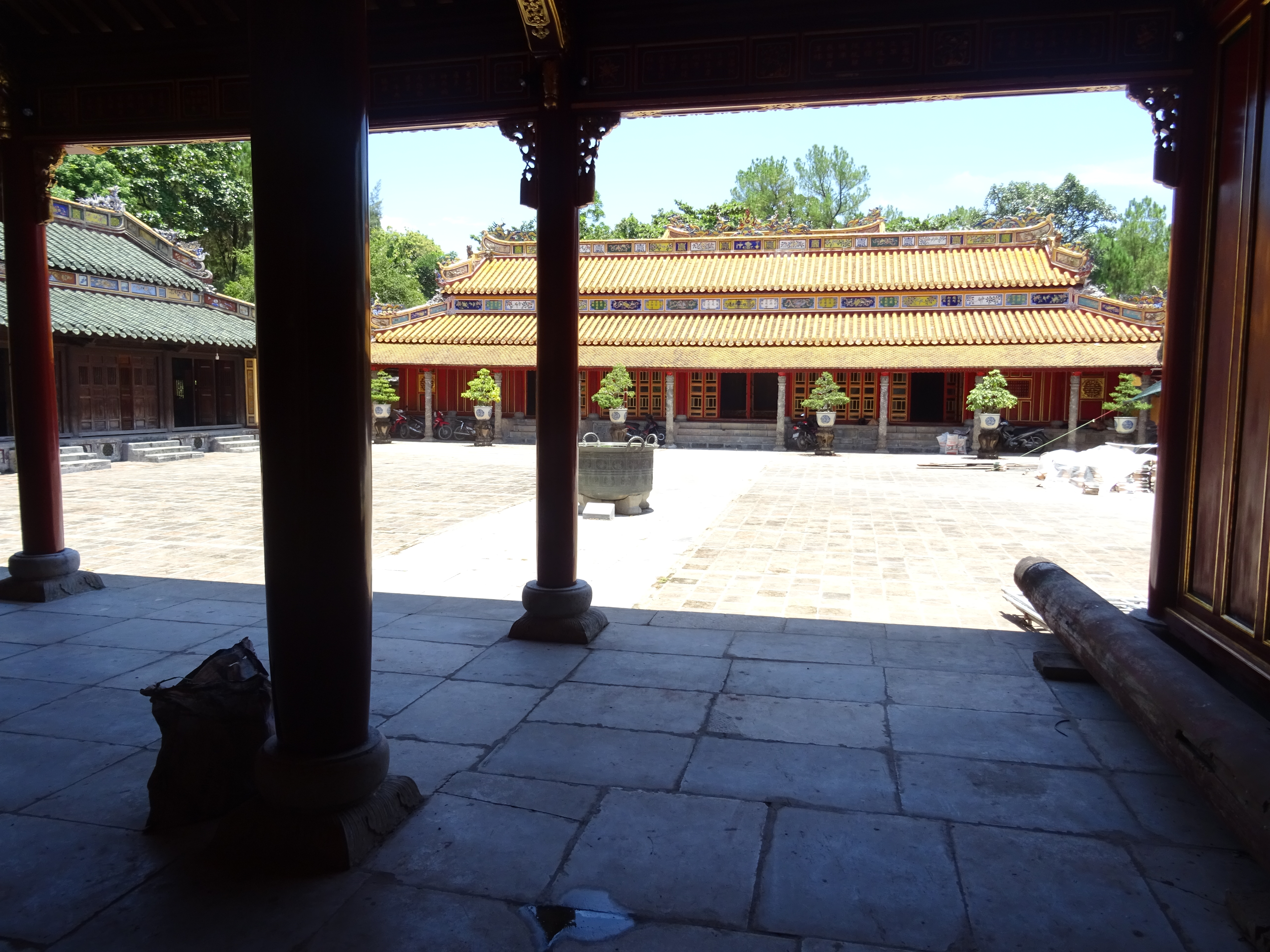
Điện Ngưng Hy và Minh Ân viện

Về mô thức kiến trúc, lăng Đồng Khánh có khoảng 20 công trình kiến trúc lớn nhỏ với mật độ tương đối dày. Lăng Đồng Khánh chia thành hai khu vực: khu tẩm điện và khu lăng mộ. 

### Khu tẩm điện
Khu vực tẩm quay về hướng đông nam, ngay trước mắt có đào hồ bán nguyên để làm yếu tố minh đường và ngọn đồi Thiên An cách đó khoảng 3 km được dùng làm tiền án. Toàn bộ khu vực này có vòng tường xây gạch hình chữ nhật bao bọc, cao 3m, dày 0,55m, chu vi 262m; khoảng giữa 4 mặt đều trổ cửa. Cửa chính phía trước gọi là Cung Môn (宮門) làm bằng gỗ, kiểu 3 gian, 2 tầng. Cửa hậu và hai cửa bên đều làm theo lối cửa vòm cuốn, có mái đúc giả ngói.  Từ Cung Môn đi ra phía trước có đến 15 bậc cấp bằng đá Thanh, 2 bên đắp rồng chầu thành bậc, đi ra phía sau thì có 3 bậc cấp dẫn xuống sân trước điện Ngưng Hy (凝禧殿).
Điện Ngưng Hy là công trình chính của khu tẩm điện, là một toà nhà kép trùng thiềm điệp ốc với 3 ngôi nhà ghép 7 gian 2 chái liền nhau đặt trên 1 mặt nền thống nhất, hình vuông (25m x 24m). Cả 3 phần của điện đều 7 gian, 2 chái với tổng cộng 100 cây cột gỗ lim sơn son thếp vàng rực rỡ. Ở đây có đến 3 hệ thống vì kéo được ghép lại với nhau theo hình chữ "tam" với hai hệ thống máng xối ở giữa. Vật liệu trang trí trên các bờ nóc, bờ quyết, cổ diềm, đầu hồi, đều làm bằng pháp lam ngũ sắc hoặc đất nung tráng men màu. Được phân khoản trong từng ô hộc, hàng trăm hình ảnh và câu thơ xen kẽ nhau chạy quanh trên cả toà nhà. Ở đó người xưa đã diễn tả rất nhiều sinh hoạt cổ truyền và cảnh vật dân gian như ngư tiều canh mục, cầm kỳ thi tửu, ngư ông đắc lợi,... con gà, con rắn, tắc kè, voi, ngựa, các thứ động vật và cây cỏ thông thường khác. Bên trong điện, các nghệ nhân đầu thế kỷ đã tạo ra được một không gian nội thất vàng son lộng lẫy. Hàng trăm hình ảnh và câu thơ được chạm khắc hoặc viết vẽ lên các panô và hệ thống kiên ba đồ bản. Một loại hình ảnh trang trí độc đáo ở nội thất điện Ngưng Hy là vẻ cảnh sinh hoạt của 24 câu chuyện trong "Nhị thập tứ hiếu". 
Phía trước điện Ngưng Hy, bên tả là Công Nghĩa đường (公義堂), bên hữu có Minh Ân viện (明恩院), đều kết cấu kiểu 3 gian 2 chái, dùng làm nơi thờ các công thần. Sau điện, 2 bên có Tả, Hữu tòng viện, cũng kết cấu kiểu 3 gian 2 chái, dùng làm nơi sinh sống của các cung phi sau khi vua mất.

### Khu lăng mộ

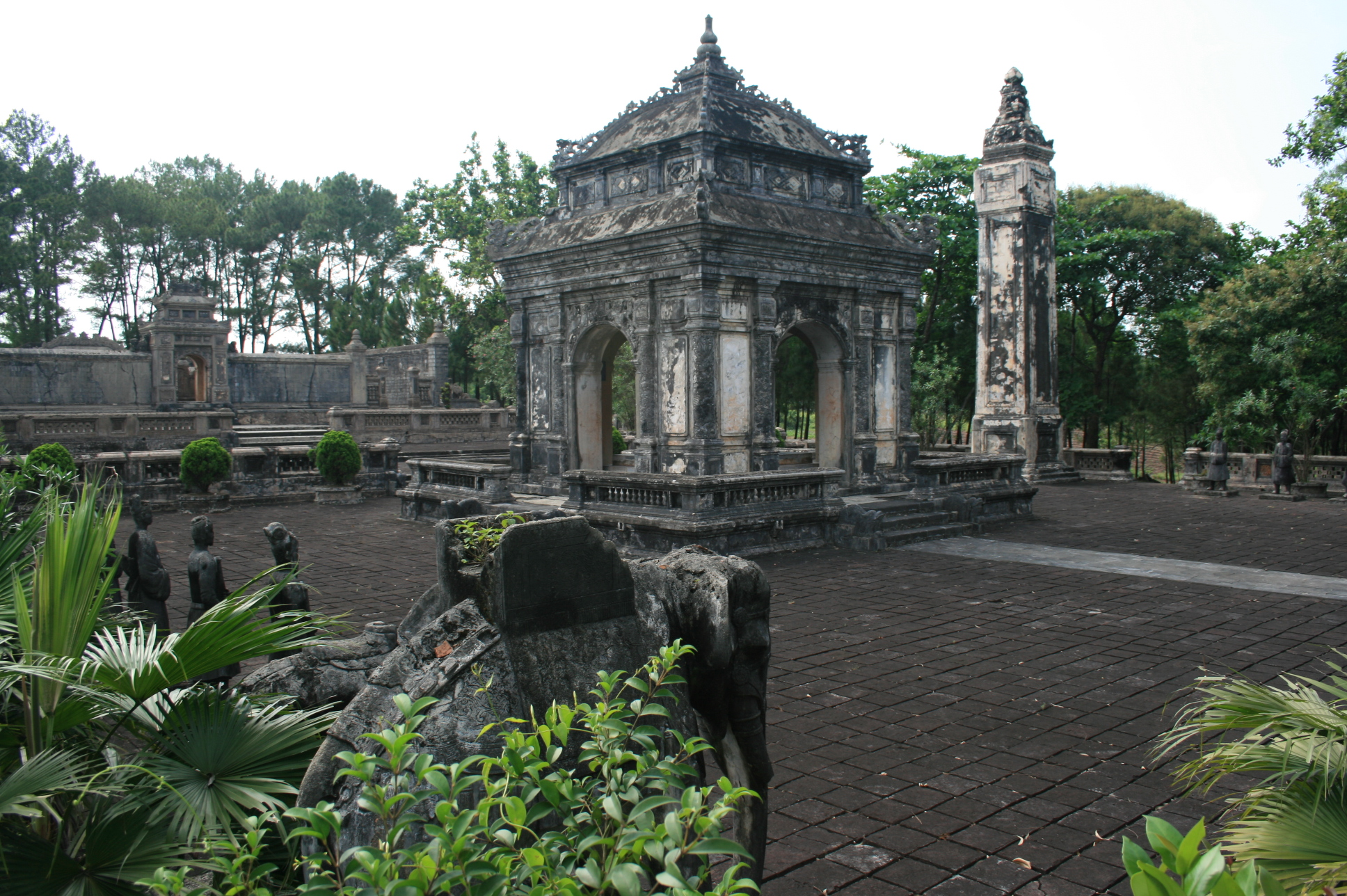
Nhà bia và khu mộ vua Đồng Khánh

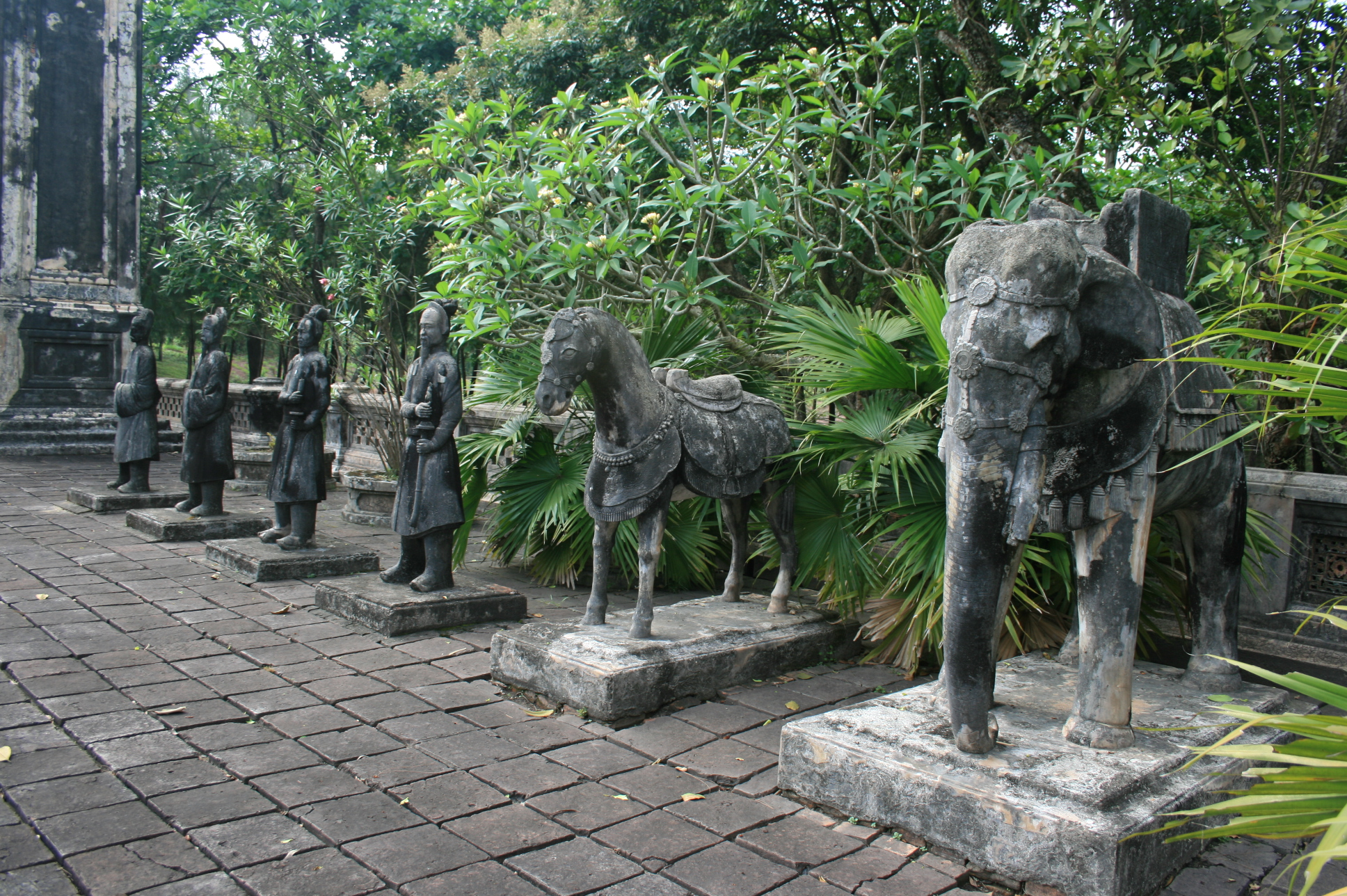
Tượng voi ngựa và quan viên

Khu vực lăng mộ lại quay về hướng đông-đông nam, nằm trên một ngọn đồi cáo, có tiền án là núi Thiên Thai..., có kiến trúc tương tự lăng mộ các vua Nguyễn tiền triều nhưng đã dùng vật liệu ximăng sắt thép. 
Bửu phong (phần mộ vua) được đặt trong 3 vòng bửu thành xây gạch hình vuông. Vòng tường ngoài (25 x 25m), cao 1,6m, dày 0,5m; vòng tường thứ 2 chỉ cao 0,5m, dày 0,7m; vòng tường thứ 3 cao đến 3,4m, dày 0,6m. Cả 3 vòng tường đều trổ một cửa phía trước; sau cửa ngoài cùng có bình phong trang trí hổ phù và chữ thọ. Bửu phong bằng đá Thanh kiểu ngôi nhà có mái, dài 4,2m, rộng 2,6m, bờ nóc và đầu hồi trang trí hình rồng, dơi và chữ thọ.
Nếu tượng các quan viên ở lăng Tự Đức được tạc bằng đá với cỡ người quá thấp, thì ngược lại, tượng các quan viên ở lăng Đồng Khánh chỉ được đắp bằng voi gạch với dáng cao ngưng gầy. 
Lăng Đồng Khánh được xây dựng trong buổi giao thời của lịch sử Việt Nam nên kiếm trúc lăng đan xem giữa kiến trúc cung đình, kiến trúc dân gian và kiến trúc mới du nhập. Trong một chừng mực nhất định, kiến trúc lăng đã thành công trong việc thể nghiệm cái mới, đưa yếu tố dân dã vào trong cung đình khiến lăng Đồng Khánh hòa hợp với phong cảnh thôn dã trong vùng.

## Lăng mộ lân cận
Lăng Đồng Khánh nằm trong quần thể lăng Đồng Khánh, ngoài Tư Lăng còn có: 
- Lăng Kiên Thái Vương, thân phụ vua Đồng Khánh;
- Tư Minh lăng, hay lăng Thánh Cung của Phụ Thiên Thuần Hoàng hậu Nguyễn Hữu Thị Nhàn (1870-1935), vợ cả của vua Đồng Khánh.
- Lăng Vĩnh Thái, nơi an nghỉ của Hiếu Vũ Hoàng hậu Trương Thị Dung, vợ chúa Nguyễn Phúc Khoát, bà nội vua Gia Long;
- Lăng Hoàng tử Cảnh, là lăng mộ của Hoàng thái tử Nguyễn Phúc Cảnh,, hoàng thái tử đầu tiên dưới triều Nguyễn (con cả vua Gia Long);
- Lăng An Hóa Quận vương Nguyễn Phúc Bửu Tủng, em vua Khải Định;
- Lăng Tiệp dư Du Văn Thị, thụy Nhu Thuận.